# 韩呈恺
韩呈恺（1998年1月29日—），福建漳州人，中国男子羽毛球运动员，曾与周昊东搭档获2016年亞青賽和世青赛男双冠军，于2021年退役。

## 简介
2015年，韩呈恺开始与周昊东配对，同年获男双项目亞青賽亚军和世青赛季军，一年之后，二人在亞青賽和世青赛上均斩获男子雙打冠軍。2017年6月，韩呈恺正式加入国家一队。
2018年，韩呈恺/周昊东在中国公开赛和法国公开赛两次击败世界排名第一的印尼组合吉德翁/苏卡穆约，获得中国公开赛亚军和法国公开赛冠军，在巡回赛排名第四进入到年底的总决赛，并荣获年度最具潜力运动员奖。
2019年，韩呈恺和周昊东出战苏迪曼杯，收获冠军。同年下半年起，韩呈恺受到伤病困扰，竞技状态逐渐下滑，后又因疫情影响，奥运积分无法达到出战东京奥运会的资格。
2021年，在9月11日跟随福建队获第十四届全运会羽毛球男团金牌后，韩呈恺在个人社交媒体上发文宣布因饱受腰伤困扰退役。

## 主要比賽成績
只列出曾進入準決賽的國際賽事成績：
| 年份   | 賽事                        | 公開賽級別 | 項目     | 搭檔   | 成績   |
| ------ | --------------------------- | ---------- | -------- | ------ | ------ |
| 2015年 | 亞洲青年羽毛球錦標賽        | 其他       | 混合團體 | －     | 金牌   |
| 2015年 | 亞洲青年羽毛球錦標賽        | 其他       | 男子雙打 | 周昊东 | 銀牌   |
| 2015年 | 世界青年羽毛球錦標賽        | 其他       | 混合團體 | －     | 金牌   |
| 2015年 | 世界青年羽毛球錦標賽        | 其他       | 男子雙打 | 周昊东 | 銅牌   |
| 2016年 | 亞洲青年羽毛球錦標賽        | 其他       | 混合團體 | －     | 金牌   |
| 2016年 | 亞洲青年羽毛球錦標賽        | 其他       | 男子雙打 | 周昊东 | 金牌   |
| 2016年 | 印尼羽毛球大師賽            | 黃金大獎賽 | 男子雙打 | 周昊东 | 亞軍   |
| 2016年 | 世界青年羽毛球錦標賽        | 其他       | 混合團體 | －     | 金牌   |
| 2016年 | 世界青年羽毛球錦標賽        | 其他       | 男子雙打 | 周昊东 | 金牌   |
| 2017年 | 中國羽毛球國際挑戰賽        | 國際挑戰賽 | 男子雙打 | 谭强   | 準決賽 |
| 2017年 | 中國羽毛球國際挑戰賽        | 國際挑戰賽 | 混合雙打 | 杜玥   | 準決賽 |
| 2018年 | 印度羽毛球公開賽            | 超級500賽  | 男子雙打 | 周昊东 | 準決賽 |
| 2018年 | 亞洲羽毛球團體錦標賽        | 其他       | 男子團體 | －     | 銀牌   |
| 2018年 | 中國陵水羽毛球大師賽        | 超級100賽  | 男子雙打 | 周昊東 | 冠軍   |
| 2018年 | 新加坡羽毛球公開賽          | 超級500賽  | 男子雙打 | 周昊東 | 準決賽 |
| 2018年 | 中國羽毛球公開賽            | 超級1000賽 | 男子雙打 | 周昊東 | 亞軍   |
| 2018年 | 法國羽毛球公開賽            | 超級750賽  | 男子雙打 | 周昊東 | 冠軍   |
| 2019年 | 印尼羽毛球大師賽            | 超級500賽  | 男子雙打 | 周昊东 | 準決賽 |
| 2019年 | 亞洲羽毛球混合團體錦標賽    | 其他       | 混合團體 | －     | 金牌   |
| 2019年 | 蘇迪曼盃                    | 其他       | 混合團體 | －     | 金牌   |
| 2019年 | 赛义德·莫迪国际羽毛球锦标赛 | 超級300賽  | 男子雙打 | 周昊东 | 準決賽 |

| 2007-2017年 | 首要超級賽 | 超級賽 | 黃金大獎賽 | 大獎賽 | 國際挑戰賽 | 國際系列賽 | 未來系列賽 | 其他 |

| 2018-2026年 | 總決賽 | 超級1000賽 | 超級750賽 | 超級500賽 | 超級300賽 | 超級100賽 | 國際挑戰賽 | 國際系列賽 | 未來系列賽 | 其他 |

### 世界冠軍頭銜
韩呈恺在羽毛球生涯中共奪得1項羽毛球世界冠軍頭銜。
| 賽事     | 奪冠次數 | 年份               |
| -------- | -------- | ------------------ |
| 蘇迪曼盃 | 1        | 2019年（混合團體） |
| 總計     | 1        |                    |

### 奧運會和世錦賽參賽紀錄
|          | 搭檔   | 2018 | 2019 |
| -------- | ------ | ---- | ---- |
| 男子雙打 | 周昊东 | 32強 | 16強 |